# Тёмный фотон
Тёмный фотон — гипотетическая элементарная частица, предполагаемый переносчик нового фундаментального взаимодействия, аналог фотонов для тёмной материи. Наряду с гравитацией, может оказаться «посредником» между обычной и тёмной материями, позволяя им взаимодействовать между собой. Теоретически тёмные фотоны могут быть обнаружены благодаря их возможному смешиванию с обычными фотонами и, как следствие, влиянию на взаимодействие известных частиц.
Тёмные фотоны предложены в 2008 году Лотти Акерман, Мэттью Бакли, Шоном Кэроллом и Марком Камионковским как переносчики нового дальнодействующего U(1)-калибровочного поля, «тёмного электромагнетизма», воздействующего на тёмную материю. Так же как обычные фотоны, тёмные фотоны — безмассовые частицы.
Тёмные фотоны были названы возможной причиной так называемой «g−2»-аномалии, наблюдаемой в эксперименте E821 в Брукхейвенской национальной лаборатории. Но несколько последующих экспериментов в значительной степени исключили тёмные фотоны из причин аномалии, в том числе эксперимент PHENIX detector на релятивистском коллайдере RHIC в Брукхейвене. В новом эксперименте Muon g-2 в Фермилабе ожидается получить в четыре раза лучшую точность измерений, чем в эксперименте в Брукхвейне.
В более общем смысле тёмный фотон — это любой бозон со спином 1, относящийся к новому U(1)-калибровочному полю. Иными словами, это любая новая сила природы, которая возникает в рамках теоретического расширения Стандартной модели и ведёт себя как электромагнитное взаимодействие. В этих моделях часто присутствует нестабильный или обладающий ненулевой массой тёмный фотон, который быстро распадается на другие частицы, например электрон-позитронные пары. Он также может напрямую взаимодействовать с известными частицами, в частности, электронами или мюонами, если только эти частицы несут заряд, связанный с вышеуказанным новым взаимодействием.

## Эксперимент NA64

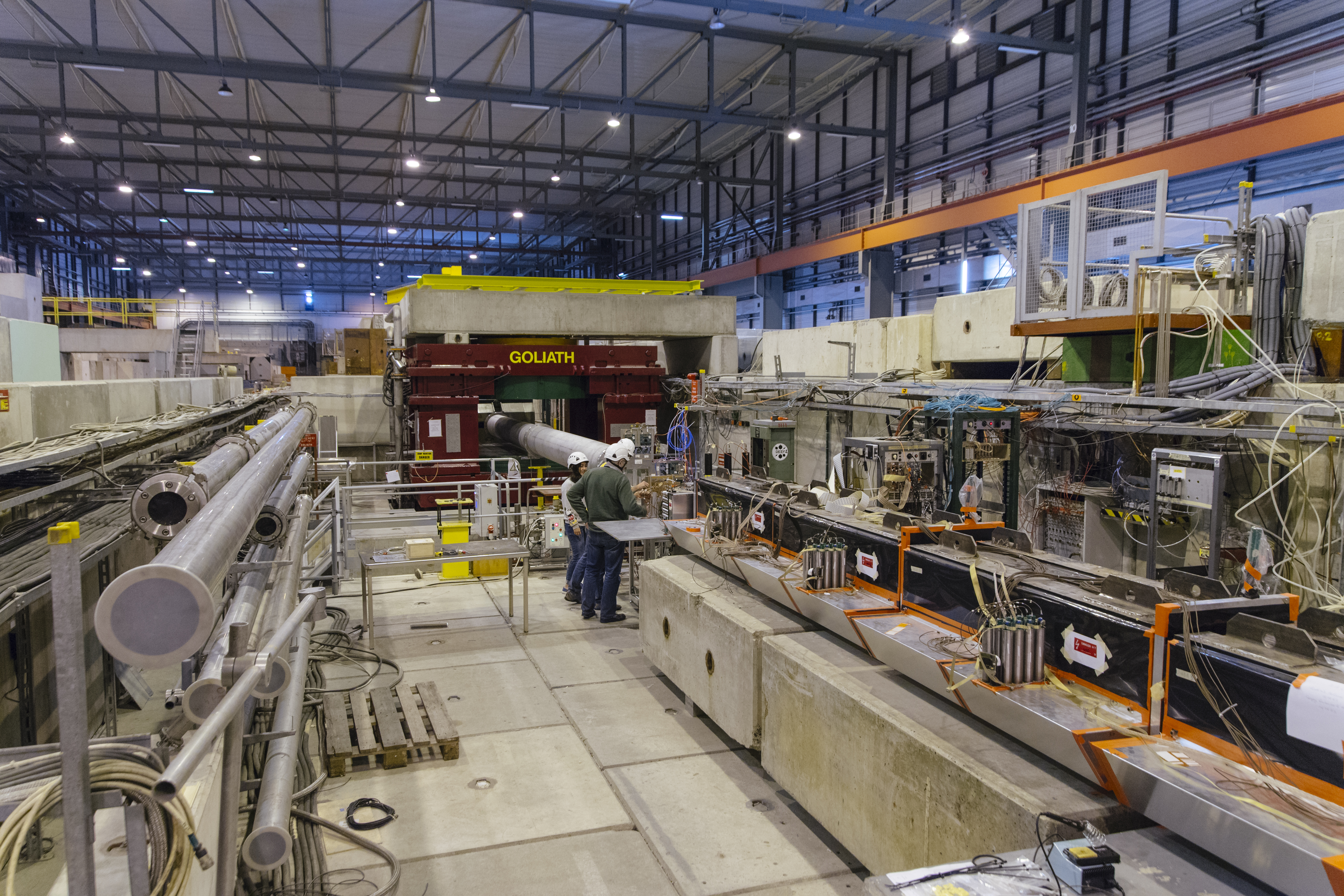
Эксперимент NA64 на луче H4 SPS (суперпротонного синхротрона)

В марте 2016 года Европейская организация по ядерным исследованиям (CERN) одобрила проект эксперимента NA64 на ускорителе SPS, разработанный учёными из Института ядерных исследований РАН (Москва) и Института физики высоких энергий (Протвино).
Сергей Гниненко, один из руководителей эксперимента по поиску тёмных фотонов в CERN, объясняет суть эксперимента следующим образом:
Если скрытые фотоны существуют, они могли бы рождаться в реакции рассеяния электронов высокой энергии в активной мишени полного поглощения. А происходило бы это благодаря квантовому эффекту смешивания с обычным фотоном тормозного излучения, испускаемого электронами в поле ядра. Так как тёмные фотоны очень слабо взаимодействуют с обычным веществом, они проникали бы через мишень и уносили из детектора существенную часть энергии пучка. Указанием на существование тёмных фотонов стало бы обнаружение событий с большой, более 50 %, недостающей энергией. Такие события крайне редки. Их доля составляет меньше 1:100 000 000 000 на одно стандартное взаимодействие электрона в мишениСергей Гниненко
Первая часть эксперимента была проведена весной 2017 года, вторая и последующие прошли в сентябре-октябре 2017 и в 2018 годах. Эксперимент NA64 в ЦЕРНе не увидел следов ещё не открытых лёгких бозонов в процессе рассеяния электрона высоких энергий на ядрах мишени, и, тем самым, ограничил возможный вклад таких частиц в аномальный магнитный момент электрона, были поставлены новые ограничения сверху на константу взаимодействия таких частиц с электроном.